# La llegenda del llac màgic
La llegenda del llac màgic (títol original: The Water Babies) és una pel·lícula poloneso-britànica dirigida per Lionel Jeffries, estrenada el 1978. Ha estat doblada al català.
És l'adaptació d'una novel·la de Charles Kingsley: The Water-Babies, A Fairy Tale for a Land Baby.

## Argument
Sotmès a la tirania de dos individus sense escrúpols, Tom, un noi de dotze anys, es veu obligat a treballar d'escura-xemeneies. Però aconsegueix escapar d'aquesta tirania, entrant, amb la seva amiga Ellie, en un món de fantasia poblat d'éssers estranys com els «nens aquàtics». Es tracta del "Llac Màgic", un lloc la llegenda del qual atreu nois tan intrèpids i valerosos com Tom i Ellie.

## Repartiment
- James Mason: Mr. Grimes / la veu del tauró assassí
- Bernard Cribbins: Mastermanet / la veu de l'anguila
- Billie Whitelaw: Mrs. Doasyouwouldbedoneby / vella bruixa / Mrs. Tripp / dona de negre / guardià dels Water Babies
- Joan Greenwood: Lady Harriet
- David Tomlinson: Sir John
- Tommy Pender: Tom
- Samantha Gates: Ellie / Adriane, la Water Baby
- Paul Luty: Sladd
- Jon Pertwee: Saumon / Kraken
- Olive Gregg: veu
- Lance Percival: veu
- David Jason: Cyril la morsa
- Cass Allan: veu
- Liz Proud: veu
- Una Stubbs: veu